# Eisenbahnmuseum Pyskowice

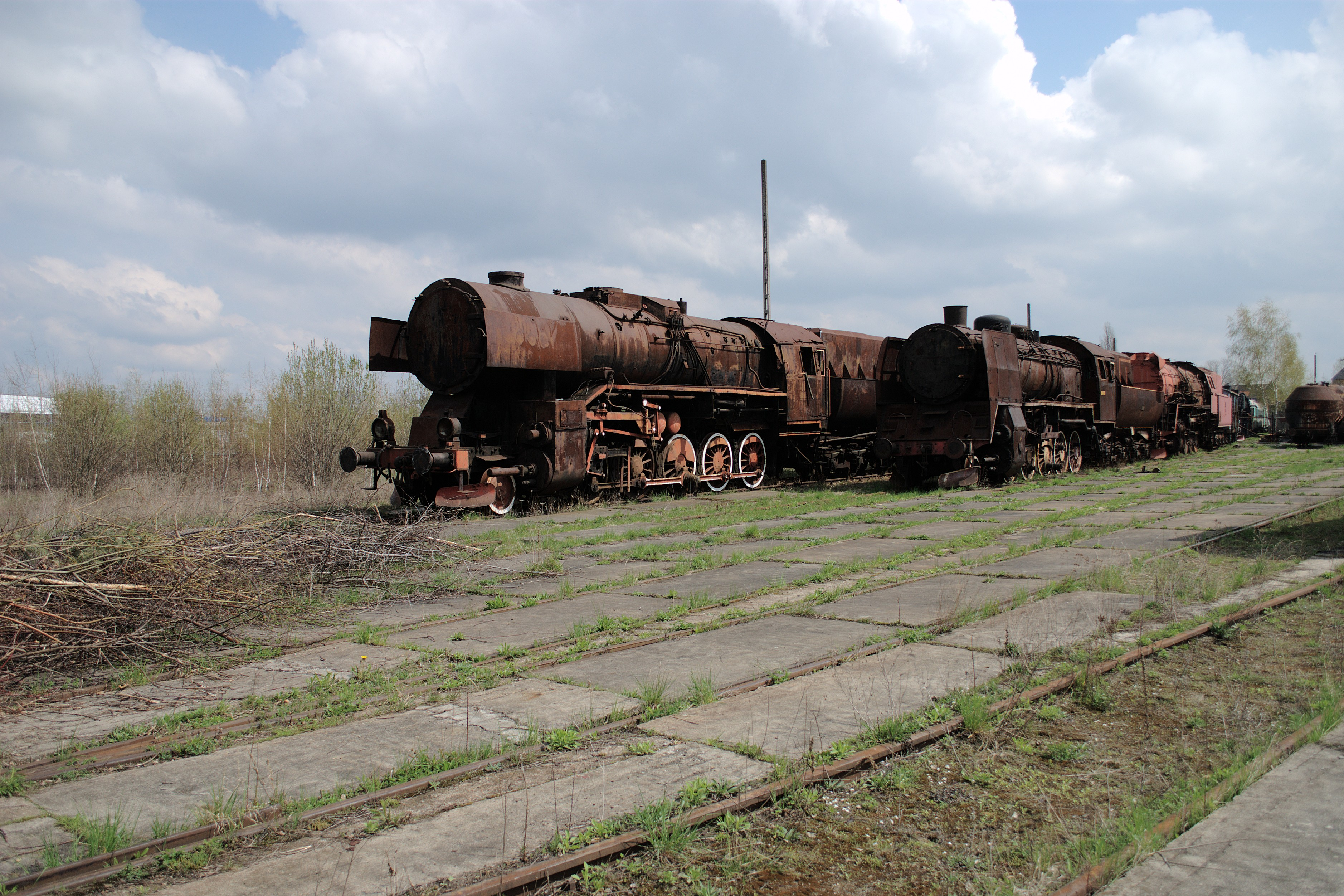
Blick auf das Museumsgelände

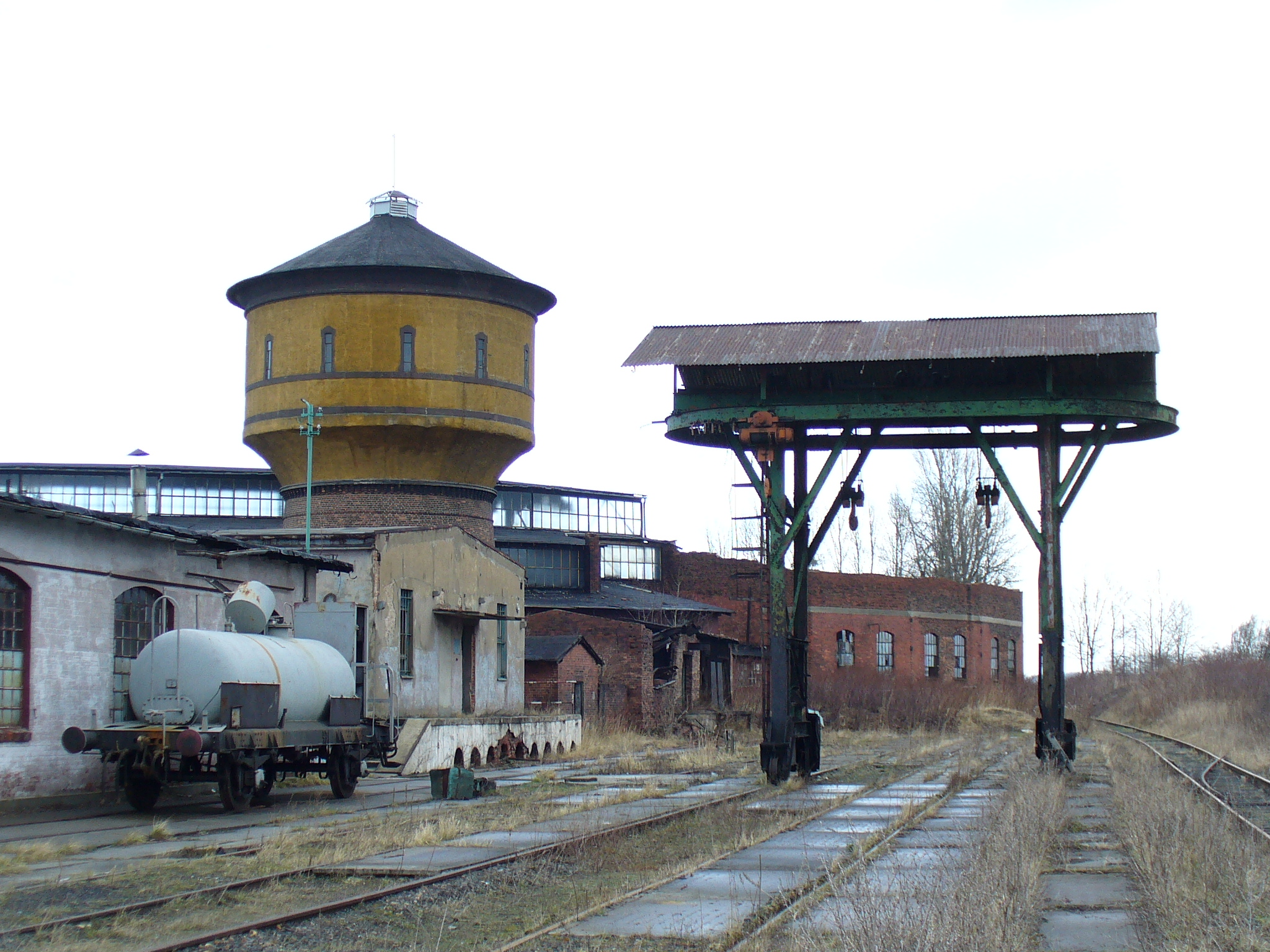
Das Museumsgelände

Das Eisenbahnmuseum Pyskowice ist ein durch die Initiative von Eisenbahnliebhabern 1998 gegründetes Freilichtmuseum auf stillgelegten Bahnanlagen am Bahnhof von Pyskowice (Peiskretscham). Es verfügt über mehr als 60 Ausstellungsstücke.
Der Bahnhof gehörte früher zur Oberschlesischen Sandbahn. Der dazugehörige private Verein hat es sich zur Aufgabe gemacht alte Eisenbahnfahrzeuge zu retten und zu restaurieren.

## Exponate
Das Museum verfügt über Dampflokomotiven, Diesellokomotiven, Güterwagen, Personenwagen, Eisenbahnkräne und weitere. Zu den Ausstellungsstücken zählen:
- Dampflokomotiven: PKP-Baureihe Ol49, Fablok TKh49-1, TKp 4422, TKp 3409, TKt48-29, Pt47-50, Ty2-1292, Ty2-1312, Ty42-24, Ty43, Ty45-158; Ty45-125, Ty51-17
- Diesellokomotiven: Kö 0130, 409Da-436, Ls40, Ls60, SM03, Ls300, LDH70, LDH18
- Weitere: Bhp, 94AA, EW90, EDK300